# Relation diversité-fonctionnement dans les écosystèmes
 (décembre 2022).
La mise en forme du texte ne suit pas les recommandations de Wikipédia : il faut le « wikifier ».
Les points d'amélioration suivants sont les cas les plus fréquents :
- Les titres sont pré-formatés par le logiciel. Ils ne sont ni en capitales, ni en gras.
- Le texte ne doit pas être écrit en capitales (les noms de famille non plus), ni en gras, ni en italique, ni en « petit »…
- Le gras n'est utilisé que pour surligner le titre de l'article dans l'introduction, une seule fois.
- L'italique est rarement utilisé : mots en langue étrangère, titres d'œuvres, noms de bateaux, etc.
- Les citations ne sont pas en italique mais en corps de texte normal. Elles sont entourées par des guillemets français : « et ».
- Les listes à puces sont à éviter, des paragraphes rédigés étant largement préférés. Les tableaux sont à réserver à la présentation de données structurées (résultats, etc.).
- Les appels de note de bas de page (petits chiffres en exposant, introduits par l'outil «  Source ») sont à placer entre la fin de phrase et le point final[comme ça].
- Les liens internes (vers d'autres articles de Wikipédia) sont à choisir avec parcimonie. Créez des liens vers des articles approfondissant le sujet. Les termes génériques sans rapport avec le sujet sont à éviter, ainsi que les répétitions de liens vers un même terme.
- Les liens externes sont à placer uniquement dans une section « Liens externes », à la fin de l'article. Ces liens sont à choisir avec parcimonie suivant les règles définies. Si un lien sert de source à l'article, son insertion dans le texte est à faire par les notes de bas de page.
- La présentation des références doit suivre les conventions bibliographiques. Il est recommandé d'utiliser les modèles {{Ouvrage}}, {{Chapitre}}, {{Article}}, {{Lien web}} et/ou {{Bibliographie}}. Le mode d'édition visuel peut mettre en forme automatiquement les références.
- Insérer une infobox (cadre d'informations à droite) n'est pas obligatoire pour parachever la mise en page.

Pour une aide détaillée, merci de consulter Aide:Wikification.
Si vous pensez que ces points ont été résolus, vous pouvez retirer ce bandeau et améliorer la mise en forme d'un autre article.
 (janvier 2023).
La relation entre diversité et fonctionnement des écosystèmes est l’un des aspects de la relation entre structure et fonctionnement des écosystèmes. Les interactions intra- et interspécifiques, les facteurs abiotiques du biotope (paramètres physico-chimiques du sol et du climat ), sont d’autres composantes de la structure pouvant influencer les propriétés et le fonctionnement des écosystèmes.
La biodiversité peut être étudiée à différentes échelles: génétique, spécifique et écosystémique. La première se réfère à la variabilité du patrimoine génétique au sein d’une même espèce. La diversité spécifique (ou taxonomique), se réfère au nombre d’espèces proprement dit. Depuis quelques années, les écologues ont raffiné le concept en introduisant les notions de diversité fonctionnelle (des fonctions écologiques réalisées par les espèces) et phylogénétique (diversité des histoires évolutives). Finalement, on trouve la diversité des écosystèmes, parce que la biodiversité est aussi structurée dans l’espace. Dans cet article, la relation entre diversité et fonctionnement des écosystèmes concerne principalement la diversité des espèces.
En termes de fonctionnement des écosystèmes, les écologues utilisent le terme “fonctionnement” pour référer à l’ensemble des processus liés aux flux de matière et d’énergie dans cet écosystème: apports, transferts (production, recyclage) et pertes de matière et d’énergie au sein de l’écosystème.
La plupart des études sur la relation entre diversité et fonctionnement des écosystèmes s’intéressent à la biomasse (biomasse totale de la communauté ou biomasse de chaque niveau trophique) et à la production (production primaire, production secondaire). La productivité est, par définition, le rapport entre production et biomasse. Ce terme est classiquement utilisé en écologie dans le sens de production par unité de temps. La taille des compartiments et les flux de matière et d’énergie peuvent être caractérisés par leur valeur moyenne et par leur variabilité temporelle. La notion de stabilité est donc souvent considérée comme l’une des composantes du fonctionnement des écosystèmes.
Les écosystèmes sont également sujets à plusieurs perturbations. Les invasions biologiques peuvent être considérées ainsi, dans la mesure où certaines espèces introduites dans un écosystème et qui réussissent à proliférer peuvent avoir des conséquences importantes sur la structure et le fonctionnement de l’écosystème. Les propriétés de résistance des écosystèmes aux invasions biologiques peuvent donc être vues comme des propriétés fonctionnelles des écosystèmes.
L’expression «fonctionnement des écosystèmes» est parfois prise à un sens beaucoup plus large, en incluant également les biens et services écologiques, processus et propriétés fonctionnelles dont l’espèce humaine tire un bénéfice.

## Modèles théoriques[2]

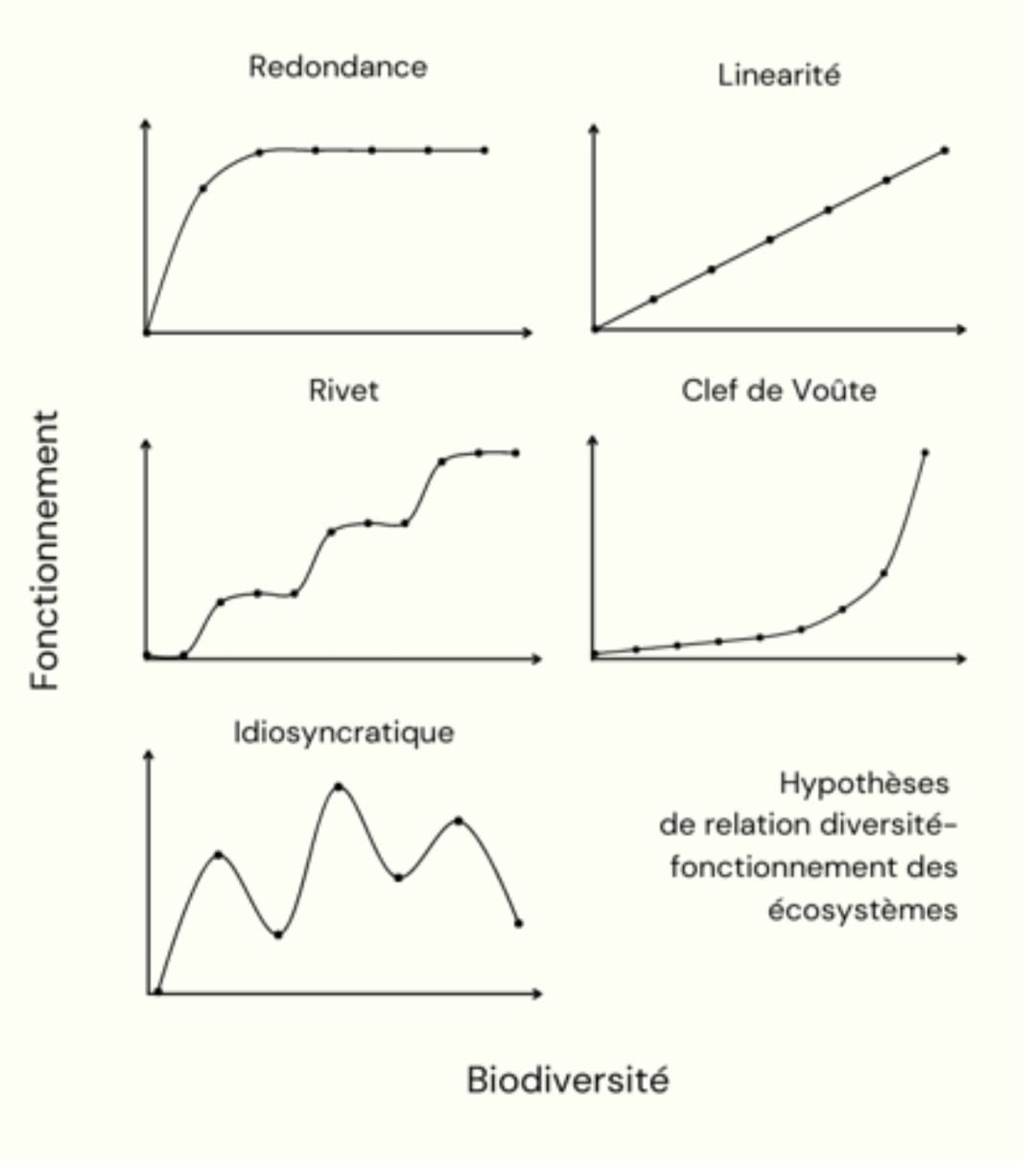
Les hypothèses de relation diversité-fonctionnement (adapté de Biodiversity and Ecosystem Functioning)

Plusieurs hypothèses centrales ont été émises pour décrire à quoi pourrait ressembler cette relation dans un écosystème donné :
- L'hypothèse de redondance considère les espèces comme étant finalement substituables à d'autres espèces qui ont des contributions fonctionnelles similaires à la fonction de l'écosystème.
- L'hypothèse de singularité considère que chaque perte d'espèce conduit à un déclin progressif du fonctionnement de l'écosystème. Cela pourrait être le cas si chaque espèce était unique dans l'écosystème et contribue équitablement à son fonctionnement.
- L'hypothèse de redondance de rivets, plus populaire, fait l'analogie entre les écosystèmes et un avion. Si tous les passagers de l'avion font éclater un rivet (disparition d’une espèce), cela n'affectera peut-être pas l'intégrité de l'avion au début, mais à mesure que de plus en plus de rivets sont retirés, la sécurité du vol est affectée (fonctionnement d’un écosystème). L'idée était que seuls certains rivets sont redondants et ne sont pas tous nécessaires pour maintenir l'aile d'un avion attachée, par exemple, les espèces pourraient également être fonctionnellement redondantes, en particulier s'il existe de nombreuses espèces fonctionnellement similaires, l'impact serait faible jusqu'à ce que la dernière espèce avec cette fonction s’éteigne.
- L'hypothèse de Clef de Voûte, contraire à la précédente, à savoir que les premières extinctions d'espèces pourraient avoir le plus grand impact sur le fonctionnement de l'écosystème si certaines de ces espèces étaient des espèces clés, des prédateurs supérieurs ou fortement liées à la régulation des processus écosystémiques.
- L'hypothèse dite idiosyncratique, reflète l'idée que les espèces contribuent différemment ou à des intensités différentes au fonctionnement de l'écosystème selon les facteurs intrinsèques et extrinsèques. Dans ce cas, la relation au fonctionnement de l'écosystème serait non linéaire.

Deux mécanismes proposés pour expliquer la relation diversité-fonctionnement sont: l'effet de complémentarité et l'effet de sélection (ou d'échantillonnage). L'effet de complémentarité considère que les processus locaux augmentent la performance des communautés au-dessus de ce qui serait attendu de la performance des espèces individuelles cultivées seules. Un écosystème plus riche en biodiversité, en raison de l'occupation complémentaire de niches et d'interactions mutualistes telles que la facilitation, conduirait à un meilleur fonctionnement de l'écosystème (productivité, stabilité, etc.). Cependant, l'effet de sélection, considère qu'une ou quelques espèces dominantes sont responsables de la fonction de l'écosystème . Dans ce cas, avoir une plus grande diversité ne fait qu'augmenter la probabilité d'avoir ces quelques espèces clés, et donc une diminution de la diversité ne correspondra pas nécessairement à une diminution de la fonction de l'écosystème.

## Premières expériences
L'étude des relations entre la diversité et le fonctionnement des écosystèmes a débuté dans les années 1990. Dans le cadre de la crise actuelle de la biodiversité, les scientifiques se sont demandé si la perte d'espèces pouvait modifier la manière dont les écosystèmes fonctionnent. C'est-à-dire comment les cycles biogéochimiques sont influencés par des communautés d'espèces plus ou moins diverses.
Une première expérience réalisée en 1994dans des écotrons montre que les communautés les plus diversifiées sont celles dont les plantes fixent le plus de CO2, couvrent la plus grande surface et captent le mieux la lumière. La productivité de l’écosystème augmente donc avec la diversité et cela serait dû à un effet de complémentarité des différents couverts végétaux.
Une autre expérience réalisée en 1996 sur des parcelles de prairies, montre que la productivité des communautés de plantes augmente significativement avec la richesse spécifique. Cela s’expliquerait par le fait que l’azote, un élément essentiel à la croissance des plantes, est mieux exploité grâce à la complémentarité des différents réseaux racinaires des espèces de plantes.
D'après ces expériences il y a bien une relation entre la diversité et le fonctionnement des écosystèmes et celle-ci repose sur l'hypothèse de la complémentarité des niches écologiques des différentes espèces. Des extinctions d’espèces peuvent donc avoir un effet sur le fonctionnement de l'écosystème. En laissant des niches écologiques vacantes, les flux d’énergie et de matière sont modifiés et moins bien exploités par les communautés.
Un des problèmes qui a suscité la controverse dans les années 1990 était de savoir quel mécanisme, de sélection ou de complémentarité, était le plus déterminant. On craignait que les résultats ne soient qu'une conséquence de l'échantillonnage. Les chercheurs ont depuis trouvé une méthode statistique pour décomposer les effets de ces mécanismes dans les études. Bien que les deux coexistent souvent, c'est la complémentarité fonctionnelle qui s'avère prédominante.

## Diversité et productivité
La relation entre biodiversité et productivité a principalement été étudiée dans des communautés végétales pour des raisons pratiques. Ces études théoriques stipulent que la productivité primaire augmente avec la richesse spécifique des plantes, et sature à haute diversité. Expérimentalement, le même résultat a été montré dans des réseaux mutualistes (mycorhizes, plantes - pollinisateurs).
Les expérimentations sur des communautés végétales avec contrôle des paramètres, réalisées sur différents sites (Hector et al. 1999 pour l’expérience Biodepth sur huit sites de prairies en Europe), montrent souvent la même relation. En plantant des communautés végétales plus ou moins riches, l'impact de la perte de diversité sur la productivité primaire a été simulé et une corrélation entre la réduction du nombre d’espèces et la diminution de la biomasse aérienne a été observée. Le type des plantes (graminées, légumineuses, herbes) joue également un rôle majeur dans la productivité des écosystèmes. Pour un site et un nombre d'espèces donné, les communautés possédant moins de groupes fonctionnels se montrent moins productives, certainement à cause du manque de la complémentarité écologique des différentes espèces, mais également d'interactions positives entre elles.
Plus récemment, des études théoriques et expérimentales sur des réseaux trophiques montrent que la relation positive diversité - productivité peut changer en présence des interactions trophiques. Downing et al. (2007) ont manipulé la richesse et la composition en espèces à travers plusieurs niveaux trophiques dans un étang. Comme résultat, la productivité est soit idiosyncratique, soit elle est augmentée en fonction de la richesse en espèces, cette dernière influençant la structure trophique. Cependant, la composition des espèces au sein des niveaux de richesse peut avoir des effets tout aussi ou plus marqués sur les écosystèmes que les effets moyens de la richesse en elle-même. Des preuves indirectes suggèrent que la diversité et les changements associés à la composition en espèces affectent les attributs de l'écosystème par le biais d'effets indirects et d'interactions trophiques entre les espèces, caractéristiques des écosystèmes naturels complexes.

## Diversité et stabilité
La stabilité peut faire référence à la résistance aux perturbations, à la résilience (vitesse pour revenir à l'état d'origine après une perturbation) ou à la constance temporelle (capacité à moins fluctuer) des propriétés de l'écosystème.
Il y a également eu de nombreux concepts dominants différents qui ont encore divisé les scientifiques. Le concept dominant est l'idée que la richesse spécifique stabilise les propriétés globales de la communauté, telles que la productivité ou l'abondance totale de la communauté. Plus une communauté au sein d'un écosystème est diversifiée, plus cet écosystème sera stable (il y aura une meilleure moyenne temporelle et une variance temporelle réduite de la productivité). Il s'agit d'un phénomène communément appelé « effet de portefeuille » ou hypothèse d'assurance. Le mécanisme sous-jacent à cela considère que les réponses des espèces sont asynchrones face aux fluctuations environnementales et que les espèces domineront l'écosystème (et maintiendront ainsi cette fonction écosystémique) dans les conditions où elles sont les plus productives. Ce sont des effets de sélection, mais pour lesquels différentes espèces sont sélectionnées au cours de différentes années ou dans différentes conditions.
Dans une synthèse croisée de nombreuses expériences de biodiversité, il a été constaté que la biodiversité augmente la stabilité car elle augmente la résistance d'un écosystème aux événements climatiques extrêmes. Cela a continué d'être vrai, que l'événement climatique ait été humide ou sec, de courte ou de longue durée, extrême ou modéré. Ces résultats suggèrent que la biodiversité crée un effet tampon sur le fonctionnement d'un écosystème dans le contexte de la variabilité environnementale.

## Diversité et invasions
Le lien entre résistance aux invasions et diversité a été assez populaire au niveau des sujets de recherches. En effet, l’arrivée d’espèces envahissantes dans un écosystème, altère le fonctionnement de celui-ci. Par exemple, elles peuvent mener à la disparition d’espèces résidentes mais aussi à leur remplacement. Des études s’y sont alors intéressées, dans le but de comprendre de quelle manière la diversité des espèces influe sur la résistance aux invasions. La majorité des études sur ces sujets ont traité ces questions à l’aide d’expériences sur des communautés végétales. En effet, il est bien plus simple de réaliser des expériences en utilisant ces communautés qui sont plus facilement manipulables et accessibles que les animaux par exemple.
Lorsque l’on se base sur des études qui contrôlent les facteurs extrinsèques à la diversité (compétition, perturbation, ressources…),  on trouve globalement qu'il existe une relation positive entre résistance à l’invasion et diversité. Donc dans un écosystème, plus une communauté est diversifiée, plus celle-ci sera résistante aux invasions. Une première observation historique de cette relation avait d’ailleurs été faite par Elton en 1958. Cela pourrait s’expliquer par plusieurs processus, comme par exemple l’effet de complémentarité de niches, ou l’effet d’échantillonnage. Plus une communauté est diversifiée, plus elle a de chance de posséder des espèces utilisant des ressources variables, les ressources seront donc en plus petite disponibilité pour les espèces envahissantes, c’est ce qu’on entend ici par effet de complémentarité de niches. En ce qui concerne l’échantillonnage, il s’agit du postulat que plus une communauté est diversifiée, plus la probabilité d’avoir des espèces présentant une forte résistance à l’invasion est élevée. On pourrait également penser dans ce cas, que l’effet d’échantillonnage pourrait à lui seul expliquer cette relation positive entre résistance à l’invasion et diversité, or des études indiquent que ce n’est pas le cas.
Cependant, les conclusions tirées ici, le sont sous l’hypothèse de facteurs extrinsèques contrôlés, ce qui permettait d’obtenir des résultats du lien direct entre diversité et invasion. Dans le cas où ils ne le sont pas, et donc dans une situation plus similaire à la réalité, il est également possible d’y observer des conclusions inverses, c’est-à-dire que plus un écosystème sera divers, plus la résistance aux invasions sera faible. Des études basées sur des mesures d’abondance d'envahisseurs en fonction de la diversité, ont montré que des facteurs environnementaux extrinsèques à la diversité, tels que la disponibilité en ressources, la compétition ou les perturbations peuvent covarier avec la diversité. Si les espèces invasives ne sont pas trop différentes des espèces indigènes, elles seront soumises à ces mêmes facteurs. Il peut donc y avoir des corrélations positives entre invasion et diversité. C’est une notion importante à intégrer dans les futures études puisque cela implique que la compréhension des mécanismes de contrôle de la diversité des espèces résidentes permettrait de mieux comprendre ceux des espèces invasives. De la même manière, il est également important d’intégrer la compréhension des mécanismes de facilitation qui sont souvent présents dans la réalité. De plus, si on reprend la notion d’effet d’échantillonnage, de la même manière qu’expliqué précédemment, on pourrait aussi faire l’hypothèse qu’une espèce facilitatrice a plus de chance de se trouver dans une communauté diversifiée, et donc y favoriser l’invasion.
La relation entre diversité et invasion n’est donc pas aussi simple qu’elle pourrait le paraître. On peut d’ailleurs le voir à travers les nombreuses études qui concluent sur des résultats très divers. Si les communautés les plus diversifiées peuvent être plus résistantes aux invasions, elles peuvent aussi y être plus vulnérables. Cela semble dépendre de beaucoup de mécanismes sous-jacents qui ne sont pas suffisamment compris pour conclure avec certitude sur ce point. Une meilleure intégration de ces éléments ainsi qu’une approche plus mécaniste, permettrait probablement d’obtenir une meilleure prédiction sur la manière dont la diversité des espèces influe sur l’invasibilité.

## Les effets du réchauffement climatique et de laperte de biodiversitésur le fonctionnement  des écosystèmes[11]
Le changement climatique actuel implique que les températures vont augmenter et que nous aurons plus de phénomènes météorologiques extrêmes. Cela peut amener les espèces à migrer vers les pôles ou vers des altitudes plus élevées ou encore à s’éteindre. D’autres raisons de perte de biodiversité sont la perte d’habitat, la pollution, les invasions d’espèces et d’autres changements de l’environnement abiotique due au changement climatique. La disparition des espèces et la perte de biodiversité modifieront-elles le fonctionnement des écosystèmes? La recherche nous apprend qu’une augmentation de température peut altérer la relation entre la biodiversité et le fonctionnement des écosystèmes. Dans ce cas, plus d’espèces sont nécessaires pour maintenir le fonctionnement de l’écosystème.

Deux processus peuvent l’expliquer: les ‘‘effets de sélection’’ et les ‘‘effets de complémentarité’’. Premièrement, les effets de sélection prédisent que le niveau de fonctionnement des écosystèmes est plus élevé chez les communautés plus diverses, car ils ont une plus grande probabilité d’inclure des taxons présentant des traits thermiques qui leur permettent de maintenir leur productivité lorsque les températures s’écartent des conditions ambiantes. Deuxièmement, les effets de complémentarité caractérisent des processus tels que la différenciation des niches et la facilitation qui résultent des interactions entre espèces. Ces interactions améliorent l’efficacité de l’utilisation des ressources et la productivité dans des communautés plus diverses. Les deux processus façonnent le fonctionnement de l’écosystème à travers la variance des traits phénotypiques qui déterminent la façon dont les organismes répondent et interagissent les uns avec les autres et avec l’environnement abiotique.

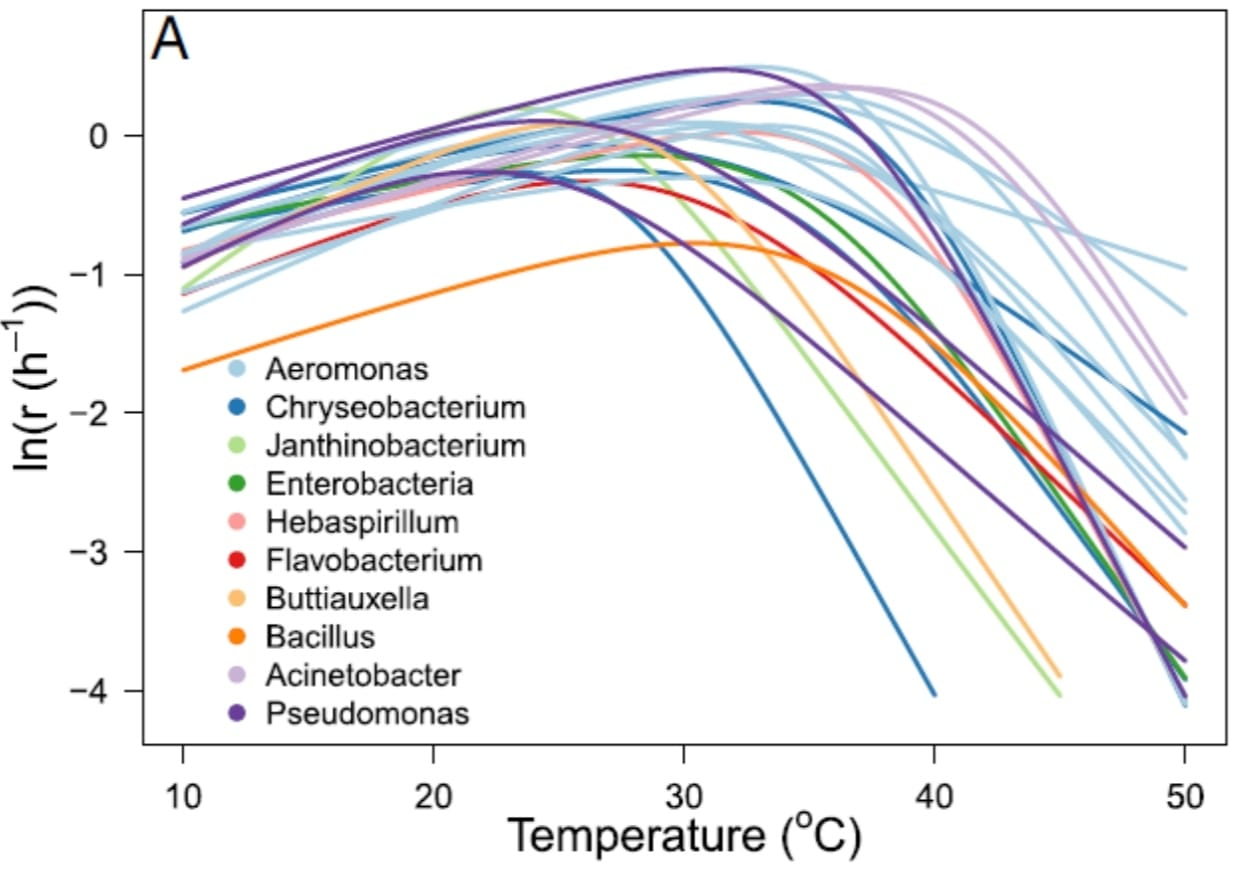
Courbe de tolérance thermique

Les espèces ont un optimum thermique pour lequel leur fitness est maximal. Une augmentation ou une diminution de la température provoque une baisse de leur fitness. Ceci est visualisé dans les courbes de tolérance thermique. Dans une communauté, il existe une variation dans les formes de ces courbes avec des différentes températures optimales et des traits clés qui déterminent la tolérance environnementale. Une augmentation ou une diminution de la température va changer la composition des espèces dans la communauté. Dans un environnement à haute température, seules les espèces tolérantes à la chaleur sont présentes.  Ce changement dans la biodiversité modifie considérablement la relation avec le fonctionnement de l’écosystème. De plus, les changements de température auront également des effets sur la performance des espèces et modifieront ainsi la nature de la compétition, de facilitation et du partage des ressources, c’est-à-dire un changement dans le degré de complémentarité interspécifique.
Les expériences soulignent l’importance croissante de la biodiversité pour maintenir le fonctionnement des écosystèmes face au réchauffement de l’environnement. Le réchauffement modifie fondamentalement la relation entre la biodiversité et le fonctionnement des écosystèmes: lorsque les températures s’écartent des conditions ambiantes, la redondance fonctionnelle diminue. Une biodiversité élevée, facilite une plus grande complémentarité fonctionnelle entre les espèces qui peuvent maintenir la productivité de l'écosystème sous différents régimes thermiques. Il y a des preuves que les impacts du changement de température et de la perte de biodiversité sur le fonctionnement sont directement liés aux caractéristiques thermiques des espèces.